# District de Năm Căn
Le district de Năm Căn (Huyện Năm Căn) est un district de la province du Cà Mau en Viêt Nam. 

## Présentation
Il est placé sous la juridiction de la province de Cà Mau. La superficie est de 74 329,87 ha.

## Démographie
La population du comté était de 68 769 habitants en 2005, majoritairement d'ethnie Kinh (Viêt).

## Subdivisions
Il y a 1 ville (thị trấn) (Nam Can, chef-lieu), 5 communes rurales (xã) : Hàm Rồng, Đất Mới, Hàng Vịnh, Hiệp Tùng, Tam Giang, Tam Giang Đông, Lâm Hải.